# جگن منطقه شمال غرب
کارکس آتریکالاتا (به انگلیسی: Carex utriculata) گونه‌ای از جگنیان است.